# Taeniopygia
Taeniopygia is een monotypisch geslacht van zangvogels uit de familie prachtvinken (Estrildidae). De enige soort:
- Taeniopygia castanotis  – Australische zebravink
- Taeniopygia guttata  – Soendazebravink